# Добра (притока Видаве)
Добра (позната и као Видавка; пољ. Dobra, Widawka) је река у војводству Доња Шлеска, десна притока реке Видаве. 
Река извире у ололини Биркаткова (Bartków) на надморској висини од око 165 метара. У њеном сливу има глине, песка и леса. Дно речене долине је мелиоризовано. Улива се у реку Видаву у граду Вроцлаву (Wrocław). Укупна дужина реке је 32 km, а површина слива 284,3 km².